# Václav Šafránek
Václav Šafránek (Brno, 20 maggio 1994) è un tennista ceco.
Dal 2018 fa parte della squadra ceca di Coppa Davis.

## Carriera
Vince il suo primo torneo Challenger in doppio nel 2017 a Båstad insieme a Tuna Altuna. Lo stesso anno riesce anche a qualificarsi per il tabellone principale dello US Open, dove viene eliminato al primo turno da Grigor Dimitrov.
Nel 2018 supera le qualificazioni dell'Australian Open, ma anche in questa occasione non va oltre il primo turno, dove viene sconfitto dal connazionale Jiří Veselý.

## Statistiche

### Tornei minori

#### Singolare

##### Vittorie (12)
| Legenda tornei minori |
| Challenger (0)        |
| Futures (12)          |

| No. | Data             | Torneo                             | Superficie  | Avversario in finale | Punteggio           |
| 1.  | 30 agosto 2015   | Serbia F10, Subotica               | Terra rossa | Marco Bortolotti     | 4-6, 7–6(4), 6-1    |
| 2.  | 4 ottobre 2015   | Croatia F18, Salona                | Terra rossa | Dušan Lojda          | 7–6(2), 6-2         |
| 3.  | 25 ottobre 2015  | Greece F8, Candia                  | Cemento     | Steven Diez          | 7–6(8), 6-4         |
| 4.  | 21 agosto 2016   | Slovakia F4, Bratislava            | Terra rossa | Vit Kopriva          | 7–6(6), 6-1         |
| 5.  | 6 novembre 2016  | Greece F8, Candia                  | Cemento     | Alexandre Müller     | 7-5, 6-4            |
| 6.  | 20 novembre 2016 | Greece F10, Candia                 | Cemento     | Sebastian Ofner      | 4-6, 6-3, 7-5       |
| 7.  | 29 gennaio 2017  | Kazakhstan F1, Aqtöbe              | Cemento (i) | Vladyslav Manafov    | 7–6(5), 7–6(2)      |
| 8.  | 19 marzo 2017    | Turkey F10, Adalia                 | Terra rossa | Pedro Sakamoto       | 6-3, 6-3            |
| 9.  | 2 aprile 2017    | Italy F6, Santa Margherita di Pula | Terra rossa | Lorenzo Giustino     | 7–6(2), 6(7)–7, 7-5 |
| 10. | 31 marzo 2019    | M15 Antalya, Adalia                | Terra rossa | Marvin Netuschil     | 4-6, 6-1, 6-2       |
| 11. | 7 luglio 2019    | M15 Wroclaw, Breslavia             | Terra rossa | Petr Nouza           | 6-3, 3-6, 6-3       |
| 12. | 7 luglio 2019    | M15 Wroclaw, Breslavia             | Terra rossa | Diego Hidalgo        | 6-3, 6-2            |

##### Sconfitte (4)
| No. | Data           | Torneo               | Superficie  | Avversario in finale | Punteggio        |
| 1.  | 15 giugno 2014 | Poland F2, Bydgoszcz | Terra rossa | Dušan Lojda          | 3-6, 7-5, 6(6)–7 |
| 2.  | 10 agosto 2014 | Slovakia F4, Trnava  | Terra rossa | Jan Šátral           | 4-6, 6(5)–7      |
| 3.  | 29 marzo 2015  | Greece F1, Candia    | Cemento     | Vladyslav Manafov    | 1-6, 6-4, 5-7    |
| 4.  | 10 maggio 2015 | Croatia F8, Bol      | Terra rossa | Tomislav Brkić       | 2-6, 4-6         |

#### Doppio

##### Vittorie (7)
| Legenda tornei minori |
| Challenger (1)        |
| Futures (6)           |

| Numero | Data             | Torneo                                       | Superficie  | Compagno          | Avversari in finale                  | Punteggio           |
| 1.     | 15 giugno 2014   | Poland F2, Bydgoszcz                         | Terra rossa | Robert Rumler     | Jérôme Inzerillo Arthur Surreaux     | 1-6, 6-4, [10-6]    |
| 2.     | 22 novembre 2015 | Egypt F40, Sharm el-Sheikh                   | Cemento     | Marek Jaloviec    | Vladyslav Manafov Libor Salaba       | 6-4, 3-6, [10-6]    |
| 3.     | 10 luglio 2016   | Czech Republic F5, Ústí nad Orlicí           | Terra rossa | Filip Dolozel     | Filipp Kekercheni David Pichler      | 7-5, 1-6, [10-6]    |
| 4.     | 16 luglio 2017   | Båstad Challenger, Båstad                    | Terra rossa | Tuna Altuna       | Sriram Balaji Vijay Sundar Prashanth | 6-1, 6-4            |
| 5.     | 23 luglio 2017   | Czech Republic F5, Ústí nad Orlicí           | Terra rossa | Jan Mertl         | Lenny Hampel Robin Staněk            | 6-4, 7–6(8)         |
| 6.     | 29 ottobre 2017  | Greece F6, Candia                            | Cemento     | Dominik Kellovsky | Viktor Filipenkó Darko Jandric       | 6(4)–7, 6-3, [10-7] |
| 7.     | 26 maggio 2019   | M25+H Jablonec Nad Nisou, Jablonec nad Nisou | Terra rossa | Jan Šátral        | Ivan Sabanov Matej Sabanov           | 7–6(4), 0-6, [10-8] |

##### Sconfitte (13)
| Numero | Data             | Torneo                       | Superficie  | Compagno          | Avversari in finale                        | Punteggio           |
| 1.     | 27 ottobre 2013  | Greece F16, Candia           | Cemento     | Roman Jebavý      | Tom Kočevar-Dešman Torsten Wietoska        | 3-6, 6-4, [3-10]    |
| 2.     | 6 aprile 2014    | Greece F4, Candia            | Cemento     | Marek Jaloviec    | Tom Kočevar-Dešman Torsten Wietoska        | 6(4)–7, 4-6         |
| 3.     | 13 aprile 2014   | Greece F5, Candia            | Cemento     | Marek Jaloviec    | Grégoire Barrère Tristan Lamasine          | 6(4)–7, 2-6         |
| 4.     | 22 giugno 2014   | Poland F3, Ślęża (Breslavia) | Cemento     | Marek Jaloviec    | Jérôme Inzerillo Arthur Surreaux           | 6-4, 4-6, [3-10]    |
| 5.     | 19 ottobre 2014  | Greece F8, Candia            | Cemento     | Jan Šátral        | Peter Heller Daniel Masur                  | 5-7, 2-6            |
| 6.     | 28 giugno 2015   | Czech Republic F4, Pardubice | Terra rossa | Filip Dolezel     | Roman Jebavý Jan Šátral                    | 4-6, 3-6            |
| 7.     | 12 luglio 2015   | Czech Republic F6, Brno      | Terra rossa | Dušan Lojda       | Uladzimir Ihnacik Roman Jebavý             | 1-6, 4-6            |
| 8.     | 1 novembre 2015  | Greece F9, Candia            | Cemento     | Filip Dolezel     | Nerman Fatić Miki Janković                 | 3-6, 6-3, [4-10]    |
| 9.     | 3 aprile 2016    | Greece F2, Candia            | Cemento     | Petr Michnev      | Konstantinos Economidis Stefanos Tsitsipas | 6-4, 6(6)–7, [5-10] |
| 10.    | 17 luglio 2016   | Czech Republic F6, Brno      | Terra rossa | Dominik Kellovsky | Danilo Kalenichenko David Pichler          | 4-6, 6-4, [8-10]    |
| 11.    | 21 agosto 2016   | Slovakia F4, Bratislava      | Terra rossa | Filip Dolezel     | Patrik Fabian Dominik Kellovsky            | 7–6(3), 1-6, [7-10] |
| 12.    | 13 novembre 2016 | Greece F9, Candia            | Cemento     | Dominik Kellovsky | Rok Jarc Aljaz Jakob Kaplja                | 6-4, 3-6, [6-10]    |
| 13.    | 2 giugno 2019    | M25+H Most, Most             | Terra rossa | Jan Šátral        | Tadeáš Paroulek Ondřej Štyler              | 5-7, 1-6            |